# Stenoparmena mussardi
Stenoparmena mussardi là một loài bọ cánh cứng trong họ Cerambycidae.